# Lionel Manuel
Lionel Manuel (Rancho Cucamonga, 13 de abril de 1962) é um ex-jogador profissional de futebol americano estadunidense. Ele foi campeão da temporada de 1986 da National Football League jogando pelo New York Giants.